# FC 흐라데츠크랄로베
FC 흐라데츠크랄로베(체코어: FC Hradec Králové)는 흐라데츠크랄로베를 연고로 하는 체코의 축구 클럽이다. 현재는 체코의 1부 축구 리그인 포르투나 리가에 참가하고 있다.

## 성적
- 체코슬로바키아 1부 리그 우승 1회 (1959-60)
- 체코 컵 우승 1회 (1994-95)
- 체코 2부 리그 우승 2회 (2000-01, 2009-10)

## 선수 명단

### 현역
참고: FIFA 자격 규정에 따라 소속된 국가대표팀 국기를 표시합니다. 선수는 복수의 FIFA 비회원국 국적을 가지고 있을 수 있습니다.
| 번호 | 포지션 | 국적 | 이름          |
| ---- | ------ | ---- | ------------- |
| 26   | DF     | 체코 | 다니엘 호라크 |

| 번호 | 포지션 | 국적       | 이름          |
| ---- | ------ | ---------- | ------------- |
| 38   | FW     | 슬로바키아 | 아담 그리게르 |

## 역대 감독
| 감독          | 임기 |
| ------------- | ---- |
| 루보시 쿠비크 | 불명 |

틀:FC 흐라데츠크랄로베 선수 명단